# Sibovac (Obilić)
Pour les articles homonymes, voir Sibofc.
Siboc en albanais et Sibovac en serbe latin (en serbe cyrillique : Сибовац) est une localité du Kosovo située dans la commune/municipalité d'Obiliq/Obilić, district de Pristina (Kosovo) ou district de Kosovo (Serbie). Selon le recensement kosovar de 2011, elle compte 963 habitants.

## Démographie

### Évolution historique de la population dans la localité
| 1948 | 1953 | 1961 | 1971  | 1981  | 1991  | 2011 |
| ---- | ---- | ---- | ----- | ----- | ----- | ---- |
| 675  | 747  | 942  | 1 189 | 1 480 | 1 632 | 963  |

|  |

### Répartition de la population par nationalités (2011)
En 2011, les Albanais représentaient 99,69 % de la population.